# Coelinidea colora
Coelinidea colora är en stekelart som beskrevs av Riegel 1982. Coelinidea colora ingår i släktet Coelinidea och familjen bracksteklar. Inga underarter finns listade i Catalogue of Life.